# Gheorghe N. Botez
Gheorghe N. Botez (n. 1860 – d. 18 aprilie 1926, Iași, România) a fost un om politic român, care a îndeplinit funcția de primar al municipiului Iași în perioada 30 aprilie - 29 decembrie 1912, precum și în anul 1918.